# Himbeerpalast
Der Himbeerpalast in Erlangen ist ein in den Jahren 1948 bis 1953 errichtetes ehemaliges Verwaltungsgebäude der Siemens AG an der Werner-von-Siemens-Straße Ecke Sieboldstraße. Es war seit der Ansiedlung in der  Nachkriegszeit der Stammsitz der Siemens-Schuckertwerke in Erlangen. Der Gebäudekomplex wurde von dem Architekten Hans Hertlein und der firmeneigenen Bauabteilung „Siemens-Bauunion“ entworfen. Wegen seiner Größe und der rötlichen Fassadenfarbe erhielt er scherzhaft den unkonventionellen Namen Himbeerpalast.
2018 wurde das Gebäude von Siemens an die Friedrich-Alexander-Universität Erlangen-Nürnberg verkauft, die es 2020 nach dem Auszug von Siemens übernahm.
Ab Juli 2022 wurde das Gebäude vorübergehend als Flüchtlingsunterkunft genutzt. Im November 2024 begann die Renovierung.

## Geschichte
Dass sich Siemens unmittelbar nach dem Zweiten Weltkrieg in Erlangen ansiedelte, war nicht selbstverständlich. Ursprünglich stand neben Berlin und München Hof als dritter deutscher Hauptstandort des Konzerns zur Wahl. Stattdessen investierte man in der weitgehend unzerstörten Universitätsstadt Erlangen und machte den Standort neben Berlin zum zweiten Hauptsitz der Siemens-Schuckertwerke.
Von 1948 bis 1953 entstand in fünf Bauabschnitten der bis heute größtenteils unveränderte Gebäudekomplex.

## Beschreibung
Im Jahr 1949 wurde als einer der ersten Bauteile der Vortragssaal im fünften und sechsten Flur (dritten und vierten Stock) des Südflügels fertiggestellt. Er fasst 386 Personen und wird seither nicht nur zu Firmenzwecken, sondern auch für Theateraufführungen, musikalische Darbietungen oder Veranstaltungen der Universität genutzt.
Der übrige Bau umschließt im Norden einen Betriebshof, im Süden einen mit Grünanlagen gestalteten kleineren Hof. Nach Norden und Westen hin, also Richtung Innenstadt, befinden sich fünfgeschossige Bürotrakte mit Walmdächern, nach Osten hin (zur Werner-von-Siemens-Straße) ein sechsgeschossiger, flachgedeckter Trakt. Der gesamte Bau wird von vier Türmen an den „Gelenkstellen“ im Südosten, Osten, Nordosten und Nordwesten gegliedert; diese nehmen jeweils Treppenhäuser und Fahrstühle auf. Die flachen Außenwände des Himbeerpalastes werden durch regelmäßig angeordnete Sprossenfenster mit hellem Rahmen wirkungsvoll gegliedert. Im Inneren ist das Gebäude weitgehend funktional und zweckmäßig ausgestattet. Die Konstruktion hätte im Inneren auch die Aufstellung von Fertigungsmaschinen zugelassen. Diese Großzügigkeit des Baus wird vor allem in den Treppenhäusern offenbar.

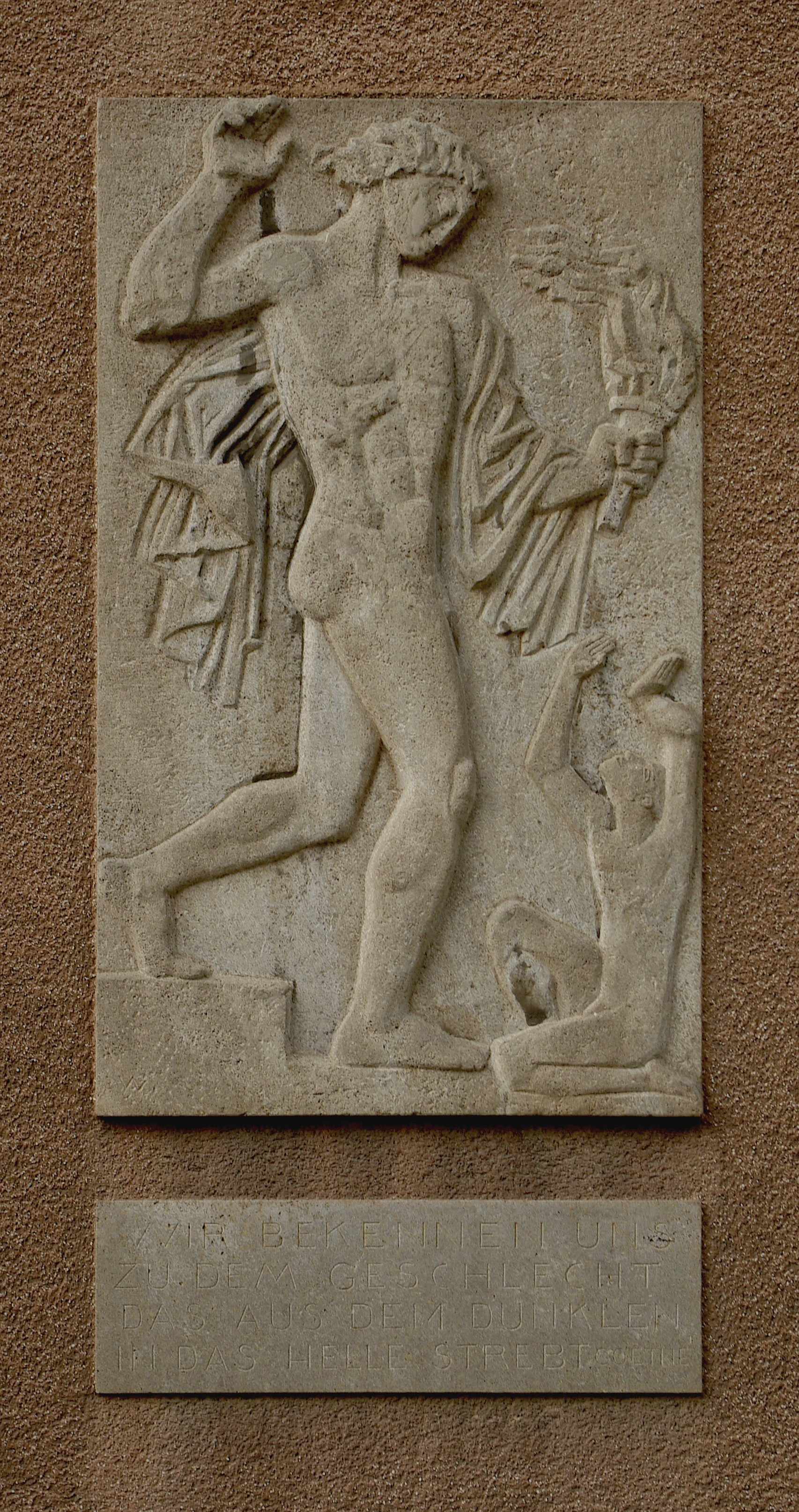
Prometheus-Relief mit Goethe-Zitat von Joseph Wackerle

An den Eingangs- und Durchgangsportalen wurde der Gebäudekomplex künstlerisch durch Bauplastik gestaltet. So schuf der Münchner Bildhauer Joseph Wackerle am Pfeiler des Westeingangs Tierkreiszeichen, an der Vorhalle eines ehemaligen Betriebsgebäudes ein Relief des Prometheus, darunter als Inschrift das an eine Bemerkung von Goethe angelehnte Zitat WIR BEKENNEN UNS ZU DEM GESCHLECHT DAS AUS DEM DUNKLEN IN DAS HELLE STREBT aus einem Gedicht von Heinrich Lersch, am Runderker des Vorstandsbereichs ein Reliefband der um die Sonne gruppierten vier Elemente und am Nord- bzw. Südflügel Mercurius und Vulcanus.
Im Großen und Ganzen orientiert sich die Architektur des Himbeerpalastes noch an der Bautradition der 1920er Jahre und ähnelt stark den Bauten der Berliner Siemensstadt. Einige Stilmerkmale weisen ihn dennoch als Bau der 1950er Jahre aus. Dazu gehören die gläsernen Eingangshallen im Südosten und Osten sowie der halbrunde Ausstellungspavillon als Eingangssituation und das Penthouse als Bekrönung des Südflügels.
Im Jahr 1991 wurde der Himbeerpalast als erster Nachkriegsbau Erlangens in die Denkmalliste des Bayerischen Landesamtes für Denkmalpflege aufgenommen. Statt der ursprünglich 3500 Arbeitsplätze waren 2015 noch rund 850 der 24.000 Beschäftigten von Siemens in Erlangen im Himbeerpalast tätig.

## Auszug von Siemens
Siemens zog 2020 aus dem Himbeerpalast in den Siemens Campus Erlangen im Süden der Stadt um (Siemens will auch noch aus den umliegenden Gebäuden des Standorts Erlangen-Mitte ausziehen).

## Nutzung durch Universität
Der Himbeerpalast soll nach einem Umbau von großen Teilen der philosophischen Fakultät der Universität Erlangen-Nürnberg und dem angegliederten Fachbereich Theologie genutzt werden. Diese Einrichtungen sind bisher zum größten Teil in der Kochstraße, der Bismarckstraße, der Hindenburgstraße und der Glückstraße im Norden Erlangens untergebracht.
Am 3. Juli 2018 schließlich beschloss das bayerische Kabinett bei einer Sitzung in Nürnberg ein Investitionspaket von insgesamt 1,5 Milliarden Euro für die Universität Erlangen, laut Ministerpräsident Markus Söder verteilt auf 30 Jahre. Von diesen Geldern sollte unter anderem der Himbeerpalast angekauft und für die Zwecke des angedachten geisteswissenschaftlichen Zentrums umgebaut werden. Dazu sind neben der Renovierung des Gebäudebestands auch der Neubau einer zentralen geisteswissenschaftlichen Bibliothek im Innenhof sowie ein weiterer Neubau in unmittelbarer Nähe des Himbeerpalastes erforderlich. Spätestens am 13. September 2018 wurde der Kauf durch den Freistaat Bayern vollzogen.
Den Plänen zur Renovierung und zum Umbau des Gebäudes für die Zwecke der Philosophischen Fakultät wurde im Sommer 2020 die Genehmigung erteilt, der Umzug war ursprünglich für 2023 angesetzt.
Ab 2022 wurde das Gebäude vor Beginn der Umbauarbeiten zu einem Universitätsgebäude übergangsweise als Flüchtlingsunterkunft genutzt.